# Devin DiDiomete
Devin DiDiomete, född 9 maj 1988, är en kanadensisk professionell ishockeyspelare. Han valdes i sjunde rundan som 187:e spelaren totalt vid NHL Entry Draft 2006 av Calgary Flames.
2008 skrev han på ett kontrakt med New York Rangers i NHL. Under säsongen 2012/2013 spelade han bland annat för Cardiff Devils i den brittiska ishockeyligan EIHL.
DiDiomete är en fysisk hockeyspelare, under sina 17 AHL- säsonger har han noterats för sammanlagt 720 utvisningsminuter.
I juli 2013 skrev han på ett try-outkontrakt med Färjestad BK i SHL. I september 2013 förlängde han sitt kontrakt med Färjestad men en månad senare fick han sparken efter ett uppmärksammat slagsmål.

## Statistik

### Klubbkarriär
| 2004–05    | Sudbury Wolves                 | OHL        | 58  | 7  | 8  | 15 | 113 | 11 | 0 | 1 | 1  | 11 |
| 2005–06    | Sudbury Wolves                 | OHL        | 60  | 15 | 21 | 36 | 202 | 10 | 0 | 4 | 4  | 26 |
| 2006–07    | Sudbury Wolves                 | OHL        | 62  | 21 | 19 | 40 | 205 | 21 | 6 | 6 | 12 | 62 |
| 2007–08    | Sarnia Sting                   | OHL        | 56  | 23 | 33 | 56 | 216 | 9  | 1 | 2 | 3  | 40 |
| 2008–09    | Hartford Wolf Pack             | AHL        | 73  | 4  | 5  | 9  | 239 | 4  | 0 | 0 | 0  | 6  |
| 2009–10    | Charlotte Checkers             | ECHL       | 15  | 2  | 2  | 4  | 128 | —  | — | — | —  | —  |
| 2009–10    | Hartford Wolf Pack             | AHL        | 34  | 0  | 2  | 2  | 119 | —  | — | — | —  | —  |
| 2010–11    | Hartford Wolf Pack/CT Whale    | AHL        | 63  | 6  | 4  | 10 | 303 | —  | — | — | —  | —  |
| 2011–12    | Wheeling Nailers               | ECHL       | 2   | 1  | 1  | 2  | 4   | —  | — | — | —  | —  |
| 2011−12    | Chicago Express                | ECHL       | 41  | 11 | 16 | 27 | 277 | —  | — | — | —  | —  |
| 2011–12    | Wilkes-Barre/Scranton Penguins | AHL        | 2   | 0  | 0  | 0  | 2   | —  | — | — | —  | —  |
| 2011−12    | Houston Aeros                  | AHL        | 1   | 0  | 0  | 0  | 0   | —  | — | — | —  | —  |
| 2012–13    | Cardiff Devils                 | EIHL       | 25  | 2  | 10 | 12 | 169 | —  | — | — | —  | —  |
| 2012–13    | Colorado Eagles                | ECHL       | 9   | 4  | 3  | 7  | 45  | —  | — | — | —  | —  |
| 2012–13    | Chicago Wolves                 | AHL        | 23  | 2  | 3  | 5  | 57  | —  | — | — | —  | —  |
| 2013–14    | Färjestad BK                   | SHL        | 12  | 0  | 0  | 0  | 32  | —  | — | — | —  | —  |
| AHL totalt | AHL totalt                     | AHL totalt | 196 | 12 | 14 | 26 | 720 | 4  | 0 | 0 | 0  | 6  |